# Mistrzostwa Świata w Kajakarstwie 1938
1. Mistrzostwa świata w kajakarstwie odbyły się w dniach 6–7 sierpnia 1938 w Vaxholm (Szwecja). 
Rozegrano 10 konkurencji męskich i 2 kobiece. Mężczyźni startowali w kanadyjkach jedynkach (C-1) i dwójkach (C-2), kajakach jedynkach (K-1), dwójkach (K-2) i czwórkach (K-4) oraz w kajakach składanych jedynkach (F-1) i dwójkach (F-2), zaś kobiety w kajakach jedynkach i dwójkach.
Pierwsze miejsce w klasyfikacji medalowej wywalczyli reprezentanci Szwecji. W reprezentacji Niemiec startowali m.in. kajakarze austriaccy, ponieważ Austria była wówczas włączona do III Rzeszy (Anschluss).

## Medaliści

### Mężczyźni

#### Kanadyjki
| Konkurencja: | Złoto:                                       | Rezultat | Srebro:                                      | Rezultat | Brąz:                                             | Rezultat |
| C-1 1000 m   | Otto Neumüller                               | 6:45,8   | Hans Wiedemann                               | 6:51,4   | Bohumil Sládek                                    | 7:17,7   |
| C-2 1000 m   | III Rzesza · Rupert Weinstabl · Karl Proisl  | 5:47,3   | Czechosłowacja · Jan Brzák · Bohuslav Karlík | 5:52,3   | Czechosłowacja · Václav Mottl · Zdeněk Škrland    | 5:54,4   |
| C-2 10 000 m | Czechosłowacja · Jan Brzák · Bohuslav Karlík | 52:38,7  | III Rzesza · Rupert Weinstabl · Karl Proisl  | 53:06,5  | III Rzesza · Christian Holzenberg · Heinz Jürgens | 54:12,4  |

#### Kajaki
| Konkurencja: | Złoto:                                                                           | Rezultat | Srebro:                                                                | Rezultat | Brąz:                                                                            | Rezultat |
| K-1 1000 m   | Karl Widmark                                                                     | 5:03,2   | Helmut Cämmerer                                                        | 5:05,9   | Gregor Hradetzky                                                                 | 5:06,4   |
| K-1 10 000 m | Karl Widmark                                                                     | 46:42,8  | Czesław Sobieraj                                                       | 47:35,6  | Egon Nilsson                                                                     | 48:10,7  |
| K-2 1000 m   | III Rzesza · Helmut Triebe · Hans Eberle                                         | 4:44,6   | Szwecja · Kurt Boo · Hans Berglund                                     | 4:45,5   | Dania · Poul Larsen · Vagn Jørgensen                                             | 4:46,7   |
| K-2 10 000 m | Szwecja · Gunnar Johansson · Berndt Berndtsson                                   | 43:29,9  | III Rzesza · Helmut Triebe · Hans Eberle                               | 44:06,6  | III Rzesza · Adolf Kainz · Karl Maurer                                           | 44:21,1  |
| K-4 1000 m   | III Rzesza · Ernst Kube · Heini Brüggemann · Ernst Strathmann · Heine Strathmann | 4:08,2   | III Rzesza · Hans Rein · Josef Reidel · Albert Schorn · Karl Aulenbach | 4:08,8   | Szwecja · Roland Karlsson · Göte Carlsson · Gunnar Johansson · Berndt Berndtsson | 4:10,5   |

#### Kajaki składane
| Konkurencja: | Złoto:                                           | Rezultat | Srebro:                                   | Rezultat | Brąz:                                 | Rezultat |
| F-1 10 000 m | Arne Bogren                                      | 51:48,8  | Kamill Balatoni                           | 51:49,7  | Günter Nowatzki                       | 51:59,3  |
| F-2 10 000 m | Szwecja · Carl-Gustav Hellstrandt · Erik Helsvik | 47:11,5  | Szwecja · Sven Johansson · Erik Bladström | 47:37,7  | III Rzesza · Kurt Kreh · Johann Fuchs | 48:10,7  |

### Kobiety

#### Kajaki
| Konkurencja: | Złoto:                                              | Rezultat | Srebro:                                            | Rezultat | Brąz:                                | Rezultat |
| K-1 600 m    | Maggie Kalka                                        | 3:26,0   | Maj-Britt Bergqvist                                | 3:30,3   | Bodil Thirstedt                      | 3:32,2   |
| K-2 600 m    | Czechosłowacja · Marta Pavlisová · Marie Zvolánková | 3:05,2   | III Rzesza · Josefa Lehmenkühler · Elisabeth Kropp | 3:05,5   | Dania · Ruth Lange · Bodil Thirstedt | 3:06,9   |

## Klasyfikacja medalowa
| Miejsce | Państwo        | Złoto | Srebro | Brąz | Razem |
| ------- | -------------- | ----- | ------ | ---- | ----- |
| 1       | Szwecja        | 5     | 3      | 2    | 10    |
| 2       | III Rzesza     | 4     | 6      | 5    | 15    |
| 3       | Czechosłowacja | 2     | 1      | 2    | 5     |
| 4       | Finlandia      | 1     | 0      | 0    | 1     |
| 5       | Węgry          | 0     | 1      | 0    | 1     |
| 5       | Polska         | 0     | 1      | 0    | 1     |
| 7       | Dania          | 0     | 0      | 3    | 3     |
|         | Razem          | 12    | 12     | 12   | 36    |